# Felszólító mód
Különféle grammatikákban a felszólító módról nem egységesek a nézetek. Egyes nyelvekben – például a franciában – két különböző igemódot értenek az alatt, amit a magyar grammatikákban hagyományosan felszólító módnak neveznek. Az egyik, latin kifejezéssel a modus imperativus ’felszólító mód’, a másik a modus conjunctivus vagy modus subjunctivus ’kötőmód’. Közös bennük az, hogy mindkettő ellentétben áll a kijelentő móddal azzal, hogy nem valós, hanem csak lehetséges cselekvést, történést, állapotot stb. fejeznek ki. Azonban különböznek abban, hogy az imperativus-ban álló ige csak felszólító mondatban használatos, vele a beszélő a hallgatótól egy tényállás létrehozását kéri, a conjunctivus pedig főleg mellékmondat állítmányának a módja, melyben nem mindig felszólítást fejez ki. Sokszor főmondatbeli szemantikai jegy határozza meg (pl. megengedés, lehetőség, szükségesség, cél, hajlandóság stb.). Egyébként egyes, a magyar nyelvvel foglalkozó nyelvészek is jogosultnak tartják a kettő szétválasztását.
A szétválasztás alaktanilag is indokolt azokban a nyelvekben, amelyekben különböző morfémái vannak az imperativus-nak és a conjunctivus-nak, ami nem jellemző a magyar nyelvre, bár az előbbi nyelvekben is vannak átfedések a kettő között, ami a funkciójukat illeti, és ekkor csak alaktanilag különülnek el.

## A magyar nyelvben
A magyarban a felszólító mód morfémája a -j- jel, beleértve ennek a szomszédos beszédhanghoz való hasonulása vagy ilyen hanggal való összeolvadása nyomán keletkezett hangot, illetve nullává válását. Formai ismérve még az is, hogy a ne tagadó szóval használatos, nem pedig a nem-mel. Az erőteljes felszólításnak prozódiai jellegzetessége is van, a nagyobb hangerő, és az elöl meredekebben eső hanglejtés.
Felszólító funkcióban az ige főleg közvetlenül a címzetthez szól, második személyben, magázás vagy önözés esetén harmadik személyben. Konkrétan a felszólítás lehet parancs vagy tiltás, tanács vagy eltanácsolás, buzdítás, kérelem, beleegyezés, ráhagyás, megengedés stb. Példák: Hagyj(ál) békén!, Ki ne nyissátok az ablakot!, Ne menjen el! (maga/ön), Ne menjenek el! (maguk/önök). A felszólító módú ige többes szám első személyben is állhat, amikor a beszélő saját magát is beleérti azok közé, akik részéről kívánja vagy nem kívánja a cselekvést, pl. Menjünk moziba!
A fenti esetekben a magyar felszólító mód használata azonos az egyéb nyelvek imperativus-ának a használatával, viszont az alábbi esetekben más nyelvek conjunctivus-ának felel meg.
Egyszerű mondatban vagy főmondatban a felszólítás közvetetten harmadik személyre is vonatkozhat: Senki se zavarjon!
Már nem felszólító funkciójú ez az igealak, amikor egyszerű mondatban, harmadik személyben kívánságot fejez ki, beleértve jókívánságot vagy átkot (pl. Intéződjék el már végre békésen a dolog!). A hadd partikulával megengedést is kifejez vagy annak kérését harmadik személy részére: Hadd menjen el. A beszélő is így kérhet megengedést saját maga számára: Hadd menjek el. Kérdésben is, esetleg a beszélő által saját magához intézettben is megjelenik, pl. Megmondjam nekik az igazat?
Főleg mellékmondatban használatos a felszólító mód mindegyik személyben. Felszólító módú elsősorban azon mellékmondatok állítmánya, amelyek a főmondat alanya által akart vagy nem akart és kért, illetve tiltott cselekvést fejeznek ki: Azt írták, hogy jöjjek haza, Nem engedték, hogy felhívjon. Tipikusan felszólító módú a célhatározói mellékmondat állítmánya is: Elviszi a pulóvert, hogy ne fázzon a kiránduláson.

## Egyéb nyelvekben
Olyan nyelvek grammatikáiban, mint például a francia, az angol, a román vagy a közép-délszláv diarendszer nyelvei az imperativus-ból származó jövevény terminussal illetik csak annak az igének a módját, amely a magyarban közvetlenül felszólító igének felel meg. A magyarral közös ismérve a nagyobb hangerő erőteljes felszólításban és az, hogy csak akkor fejezik ki az alanyát személyes névmással, ha ki akarják emelni.

### A francia nyelvben
A francia olyan nyelv, amelyben a felszólító módnak múlt idejű alakja is van, jelen időben pedig többes szám első személyű alakja is.
Jelen időben az igék többségének esetében lényegileg a felszólító mód alakjai azonosak a kijelentő mód jelen idő megfelelő alakjaival, csak néhány ige esetében ugyanazok, mint a kötőmód jelen idő alakjai, beleértve a felszólító mód múlt idő segédigéit. A fő formai jellegzetessége az, hogy nincs az ige előtt az alanyi funkciójú hangsúlytalan személyes névmás, bár a franciában más igemódok esetében csaknem mindig kötelező a külön szóval kifejezett alany. Jellegzetessége még az, hogy nem használják felszólító módban a kötőmód morfémájává lett que kötőszót. Példák: Ferme la porte ! ’Csukd be az ajtót!’, Dépêchons-nous ! ’Siessünk!’, Ne touchez pas à ça ! ’Ne nyúljatok / nyúljon / nyúljanak ehhez!’
A felszólító mód múlt idő az avoir ’birtokolni’ vagy az être ’lenni’ segédige felszólító mód jelen idejű alakjaiból és a lexikai jelentésű igének megfelelő múlt idejű melléknévi igenévből alakul. A mondatban megjelölt időpont előtt megvalósítandó cselekvést fejez ki: Ayez fini votre travail avant samedi! ’Fejezze be a munkáját szombatig!’, Sois parti d’ici au plus tard à midi ! ’Legkésőbb délben már ne legyél itt!’ (szó szerint ’Légy elmenve legkésőbb délben!’).
A harmadik személynek közvetetten szóló felszólítást kötőmódú ige fejezi ki: – Émilien a mal à la tête. – Qu’il prenne de l’aspirine ! ’– Émilien-nek fáj a feje. – Vegyen be aszpirint!’
Mellékmondatokban a magyar felszólító módnak általában a francia kötőmód felel meg.

### A román nyelvben
Akárcsak a francia grammatikákban, a románokban is elkülönítik a felszólító módot a kötőmódtól. Az utóbbit csaknem mindig azonosítja az, hogy mindegyik személyben megvan a csak rá szakosodott, az igével társuló să ’hogy’ kötőszó.
A felszólító módnak csak második személyű alakjai vannak. Morfémarendszere összetett, abban az értelemben, hogy nincsenek saját alakjai, hanem a kijelentő mód alakjait veszi át, megváltoztatva személyüket egyes esetekben, és a főnévi igenév alakját, második személyűvé téve azt:
- Többes számban a parancsoló és a tiltó alak azonos a megfelelő személy alakjával kijelentő mód jelen időben: Fugiți mai repede! ’Fussatok / Fusson / Fussanak gyorsabban!’, Nu mergeți! ’Ne menjetek / menjen / menjenek!’
- Egyes szám második személyben egyes igék alakja a kijelentő mód jelen idő megfelelő személyű alakjával azonos (Taci odată! ’Hallgass már!’), más igék alakja ugyanannak a módnak és időnek egyes szám harmadik személyű alakjával azonos: Mănâncă, mănâncă! ’Egyél csak, egyél!’
- Egyes számban a tiltó alak a főnévi igenév alakja: Nu lucra! ’Ne dolgozz!’

Ebben a nyelvben a kötőmód gyakran helyettesíti a felszólító módot második személynek intézett felszólításban: Să-mi aduci un pahar cu apă! = Adu-mi un pahar cu apă! ’Hozzál nekem egy pohár vizet!’
A harmadik személyre vonatkozó közvetett felszólítást a kötőmóddal fejezik ki: Să plece imediat! ’Azonnal menjen(ek) el!’ (ő, ők). Harmadik személyű alakjával fejezik ki a (jó)kívánságokat is: Să ne (să-ți, să vă) fie de bine! ’Váljék egészségünkre/ egészségedre/ egészségére/ egészségetekre/ egészségükre!’ Ugyancsak a kötőmóddal érti magát bele a beszélő a megvalósítandó cselekvésbe (Să mergem! ’Menjünk!’), valamint kérdő mondattal utal arra, amit tennie kéne vagy nem: Să mai stau? ’Maradjak még?’

### Az angol nyelvben
Az angolban nincs saját morfémája a magyar felszólító módúnak megfelelő igének, mégis hagyományos grammatikáiban imperative-nak nevezik a felszólító funkcióval használt igealakot. Ez az ige alapalakja, vagyis a főnévi igenévnek megfelelő (a to szócska nélkül). Az egy címzettnek vagy többnek intézett felszólítást csak a kontextus különbözteti meg. Az alanyt külön szóval fejezik ki akkor, ha kiemelik más személlyel ellentétben, és akkor is, ha a szokottnál erőteljesebb, akár agresszív a felszólítás. A tiltást többnyire úgy fejezik ki, mint a tagadást kijelentő módban (do not vagy don’t + lexikai jelentésű ige). Erőteljes parancs is kifejezhető a lexikai jelentésű ige elé tett do állító alakkal. A harmadik személynek szóló megengedés vagy annak kérése, valamint a beszélő által saját magának kért megengedés a let ’hadd’ szóval történik. Ezzel mondhatja a beszélő azt is, hogy mit tegyen vagy mit fog tenni általában. Példák:
- szokványos felszólítás: Come in ’Gyere / Gyertek / Jöjjön / Jöjjenek be!’;
- erőteljes felszólítás: Do be careful ’Légy / Legyen óvatos!, Legyetek / Legyenek óvatosak!’;
- szokványos tiltás: Do not remove this book from the library ’Tilos ezt a könyvet kivinni a könyvtárból’, Don’t tell anyone about this ’Ne szólj/ szóljatok/ szóljon/ szóljanak erről senkinek!’;
- felszólítás az alany kiemelésével más személlyel való ellentétben: I’ll wait here. You go round the back ’Én itt fogok várni. Te menj / Ti menjetek / Maga menjen / Maguk menjenek a vmit megkerülve!’;
- agresszív felszólítás: You be careful what you’re saying ’Vigyázz, mit mondasz!’ / Vigyázzon, mit mond!’;
- agresszív tiltás: Don’t you talk to me like that ’Velem így ne beszélj/ beszéljen!’
- a beszélőt is beleértő felszólítás (javaslat): Let's have some coffee ’Igyunk kávét!’;
- megengedés kérése a beszélő számára: Let me see ’Hadd lássam’;
- saját cselekvés bejelentése: Let me see what's in my diary ’Hadd lássam / Lássam csak, mi van a naplómban’.

### A közép-délszláv diarendszerben
A közép-délszláv diarendszer nyelveinek (bosnyák, horvát, montenegrói, szerb) grammatikáiban nem vesznek számba kötőmódot, csak imperativus-i értelemben vett feszólító módot. Conjunctivus-i funkcióval a kijelentő mód jelen idő alakjait használják. A felszólító módnak van többes szám első személyű alakja is. A legtöbb ige felszólító módú alakjának az alapját a kijelentő mód többes szám harmadik személy rag nélküli alakja adja. Ehhez hozzáadják a felszólító mód jelét, majd a személyragokat: egyes számban nulla, többesben ugyanazok, mint kijelentő módban:
- Egyes igék esetében a jel -j-: Čekaj! ’Várj!’, Čekajmo! ’Várjunk!’, Čekajte! ’Várjatok! / Várjon!’ (maga, ön) / ’Várjanak!’ (maguk, önök).
- Más igék esetében a jel -i-: Kreni! ’Indulj!’, Krenimo!, ’Induljunk!’, Krenite! ’Induljatok! / Induljon! / Induljanak!’

Ezekben a nyelvekben a tiltó alaknak vannak szinonima szintetikus és analitikus alakjai. Az utóbbiak segédigével + a lexikai jelentésű főnévi igenévvel alakulnak: (szerbül), (horvátul) Ne uzimaj kruške! vagy Nemoj uzimati kruške! ’Ne vegyél körtét!’ Ebben a szerkezetben a szerb nyelvben a főnévi igenevet gyakran helyettesíti balkáni hatásra a kijelentő mód jelen idő a da kötőszóval: Nemoj da uzimaš kruške!
A harmadik személynek szóló közvetett felszólítás a kijelentő mód jelen idejű alakokkal történik, melyek előtt a nek(a) ’hadd’ partikula áll: Neka uđe taj gospodin ’Jöjjön be az az úr!’, Nek se deca igraju ’Hadd játsszanak a gyerekek!’